# Lucía de Siracusa
Santa Lucía (Siracusa, 283-Siracusa, 304) fue una mártir cristiana de origen siciliano, que padeció el martirio durante la persecución de Diocleciano. Es venerada en la Iglesia católica, ortodoxa y luterana. Es una de las ocho mujeres (incluida la Virgen María) conmemoradas explícitamente por los católicos en el Canon de la Misa. Es una de las vírgenes mártires más conocidas, junto con Ágata de Sicilia, Inés de Roma, Cecilia de Roma, Bárbara de Nicomedia y Catalina de Alejandría.

## Vida
Nacida en Siracusa, ciudad de la provincia romana de Sicilia, de acuerdo con la tradición Lucía era de padres nobles y ricos, hija de Eutiquia; del padre se dice que murió cuando Lucía era joven.
Probablemente se llamaba Lucio, dada la costumbre romana de poner a las hijas el nombre del padre. Según algunos, está inspirado en el texto paulino, «Los hijos de la luz». Lucía ciertamente significa "Luz" o "la que lleva luz". Fue educada en la fe cristiana.
Consagró su vida a Dios e hizo un voto de virginidad. Su madre, que estaba enferma, la comprometió a casarse con un joven pagano y ella, para que se librase de ese compromiso, la persuadió para que fuese a rezar a la tumba de Águeda de Catania a fin de curar su enfermedad. Como su madre sanó, Lucía le pidió que la liberara del compromiso, le dejara consagrar su vida a Dios y donara su fortuna a los más pobres. Su madre accedió.
Pero su pretendiente la acusó ante el procónsul Pascasio debido a que era cristiana, en tiempos del emperador Diocleciano.

## Martirio y muerte

Juicio de Santa Lucía

El martirio de Lucía no está atestiguado por fuentes contemporáneas o inmediatamente posteriores a la persecución de Diocleciano, sino por relatos hagiográficos. El más antiguo de estos relatos es un martyrion griego (BHG 995), y su redacción latina correspondiente (BHL 4992) es al menos un siglo más tardía.
Cuando Lucía fue arrestada bajo la acusación de ser una cristiana, Pascasio le ordenó que hiciera sacrificios a los dioses. Entonces Lucía dijo: "Sacrificio puro delante de Dios es visitar a las viudas, los huérfanos y los peregrinos que pagan en la angustia y en la necesidad, y ya es el tercer año que me ofrecen sacrificios a Dios en Jesucristo entregando todos mis bienes".
Irritado Pascasio, ordenó a sus soldados a que la llevaran a un prostíbulo para que la violaran y luego se dirigió a Lucía diciéndole: "Te llevaré a un lugar de perdición así se alejará el Espíritu Santo". Los soldados la tomaron para llevársela, la ataron con cuerdas en las manos y en los pies, pero por más que se esforzaban no podían moverla: Lucía permanecía rígida como una roca. Al enterarse de lo sucedido, Pascasio ordenó someterla a suplicio con aceite y pez hirviendo, pero no logró hacerla desistir. Condenada a ser martirizada, antes de morir profetizó su canonización y su patronazgo como protectora de Siracusa, junto con la caída de Diocleciano y Maximiano.
El relato griego —que data del siglo V— y el relato latino —datado del siglo VI al VII— son idénticos en lo fundamental, aunque difieren en algunos detalles finales: según el martiryon griego Lucía fue decapitada, en tanto que según la passio latina, fue martirizada por uno o varios golpes de espada.
Fue sepultada en el mismo lugar donde en el año 313 se construyó un santuario dedicado a ella, que fue lugar de destino de las peregrinaciones en su honor. Según la tradición, su historia se divulgó por toda Siciliaː "consagró su virginidad con el martirio, pues a Dios agrada tu pureza y santidad".

## Patronazgo
- Es la patrona de la vista. La relación entre Lucía y los ojos, que hace de esta santa la protectora de la vista, se explicita en la iconografía de la Edad Media y deriva quizá de la cercanía etimológica del nombre griego «Lucía» con el término latino lux (luz).[3] Existe la leyenda de que fue la belleza de los ojos de Lucía la que no permitía descansar a uno de sus pretendientes, por lo que ella se los arrancó y se los envió. Lleno de remordimiento e impresionado por el valor de Lucía, el pretendiente se convirtió al cristianismo.[4] Una leyenda medieval decía que, cuando Lucía estaba en el tribunal, aun sin ojos, seguía viendo. Otra versión afirma que el procónsul Pascasio ordenó a sus soldados que le arrancaran los ojos a Lucía, pero luego de que lo hicieron, Dios le concedió unos nuevos ojos aún más hermosos que los que tenía antes.[5]
- Es patrona de los pobres, los ciegos, de los niños enfermos y de las ciudades.
- Es patrona de los campesinos, electricistas, modistas, chóferes, fotógrafos,[6] afiladores, cortadores, cristaleros, sastres, fontaneros y escritores. En España, el 13 de diciembre se celebra el día de modistas y sastres, en la ermita de Santa Lucía, en la ciudad de Valencia.
- Es patrona de un conjunto de localidades, a saber:

#### En Europa

##### España
- Madrid, en la antigua villa de Canillejas y sus parroquias (hoy distrito san Blas-Canillejas).
- San Mamede de Urrós, provincia de Orense (Galicia), España.
- La Tuda, provincia de Zamora (Castilla y León), España.
- As Teixugueiras, provincia de Orense (Galicia), España.
- Hacinas, provincia de Burgos (Castilla y León), España.
- Hermosa, Cantabria, España.
- Roales de Campos, provincia de Valladolid, (Castilla y León), España.
- Santalla de Rey, provincia de Lugo (Galicia), España.
- Santa Lucía de Tirajana, —en la isla Gran Canaria— provincia de las Palmas (Canarias), España.
- Tazo, caserío de Vallehermoso, —en la isla La Gomera— provincia de Santa Cruz de Tenerife, (Canarias), España.
- Gelida, provincia de Barcelona (Cataluña), España.

##### Italia
- Siracusa, Italia.
- Venecia, Italia.

#### En América

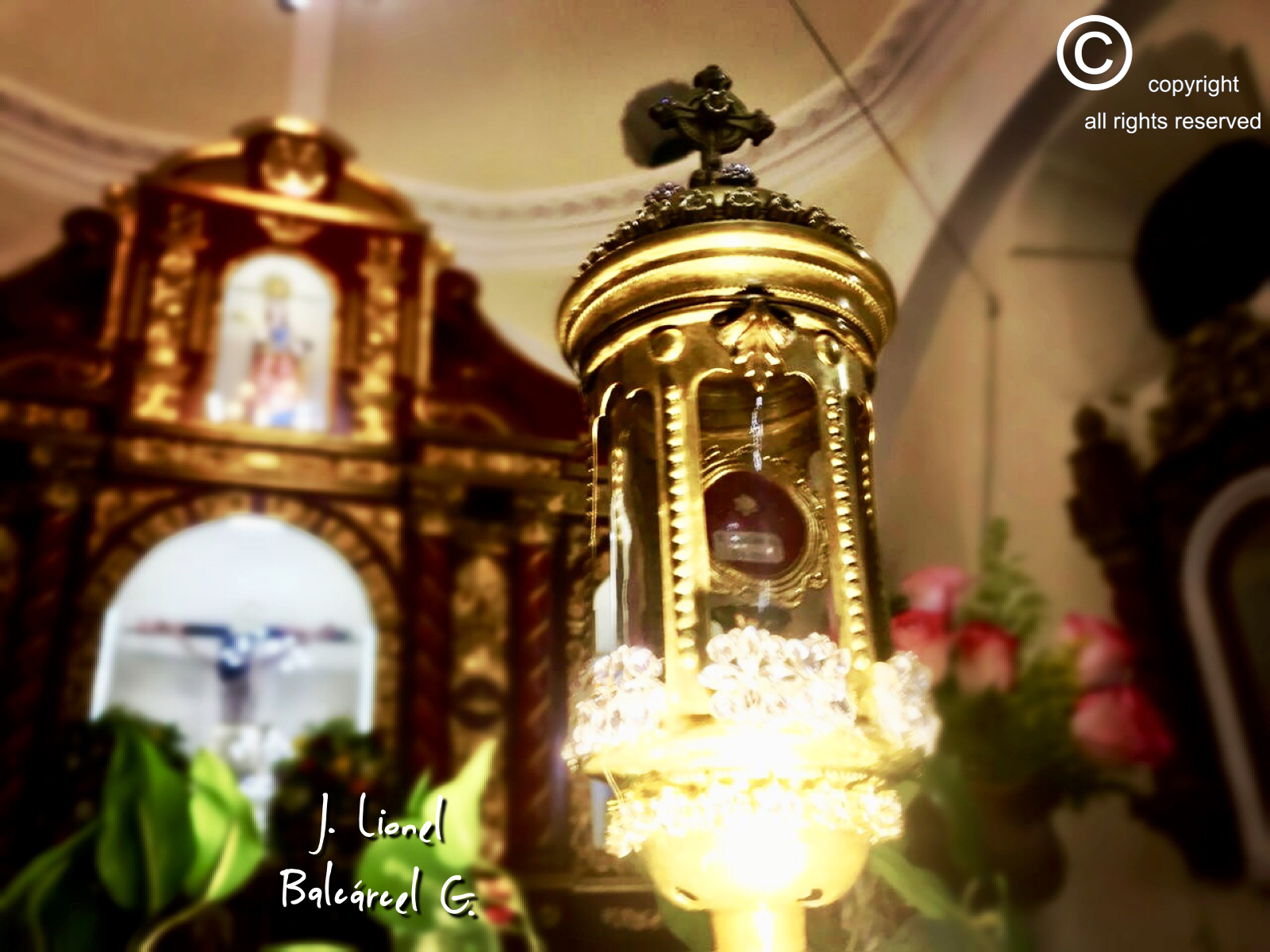
Reliquia de primer grado de Santa Lucía Virgen y Mártir

##### Argentina
- Santa Lucía, en el departamento Lavalle, provincia de Corrientes, Argentina.
- Santa Lucía, en el departamento homónimo, provincia de San Juan, Argentina. Allí se celebra la Fiesta Nacional de Santa Lucía.[7]
- Santa Lucía, en el Departamento Monteros, provincia de Tucumán, Argentina.

##### Colombia
- El Mamón, Departamento de Sucre, Colombia.
- Busbanzá, en el departamento Boyacá, Colombia.
- Tibacuy, Departamento de Cundinamarca, Colombia
- Martínez, Departamento de Córdoba, Colombia

##### Ecuador
- Cantón Santa Lucía, provincia del Guayas, Ecuador, donde se celebra Santa Lucía como «Fiesta de la Patrona de los Ojos».

##### El Salvador
- El Divisadero, en el departamento de Morazán, El Salvador.
- Santa Lucía Chacalcingo, barrio de la ciudad Santa Ana, en el departamento homónimo, El Salvador.
- Suchitoto, en el departamento de Cuscatlán, El Salvador.
- Zacatecoluca, en el departamento de La Paz, El Salvador.

##### Guatemala
- Santa Lucía Cotzumalguapa, en el departamento de Escuintla, Guatemala.
- Santa Lucía Milpas Altas, en el departamento de Sacatepéquez, Guatemala.
- Santa Lucía Utatlán, en el departamento de Sololá, Guatemala.

##### México
- Coyuca de Catalán, ciudad en el estado de Guerrero, México.
- Santa Lucía, localidad en el municipio de La Barca (estado de Jalisco), México.
- Ciudad de México, en la delegación Azcapotzalco se localiza la Colonia Santa Lucía.
- Monterrey, Nuevo León, la ciudad de Monterrey, fue fundada sobre un venero llamado "ojos de Santa Lucía", actualmente Paseo Santa Lucía en el centro de Monterrey y cerca del parque Fundidora se encuentra su Templo, Parroquia de Santa Lucía (Fraccionamiento Buenos Aires).

##### Honduras
- Santa Lucía, municipio del departamento de Francisco Morazán, Honduras.

##### Nicaragua
- Santa Lucía, municipio del departamento de Boaco, Nicaragua.

##### Panamá
- Santa Lucía, provincia de Coclé, Panamá.

##### Perú
- Moche, capital del distrito homónimo de la provincia de Trujillo, fundada en 1534 como «Santa Lucía de Moche», Perú.[8]
- Provincia de Ferreñafe, en el departamento de Lambayeque, Perú.

##### Uruguay
- Santa Lucía, ciudad del departamento de Canelones, Uruguay.

##### Venezuela
- Santa Lucía del Tuy, capital de Municipio Paz Castillo, en el estado Miranda, Venezuela.

- Parroquia de Santa Lucía en Maracaibo estado Zulia

## Fiesta de santa Lucía

### En Europa
Noruega, Suecia y FinlandiaLa de Santa Lucía es una fiesta cuyos orígenes se remontan a la Edad Media, iniciada en los siglos XVI y XVII en Suecia y en partes de Finlandia. Al inicio del Adviento se comenzó a celebrar formalmente en Estocolmo una fiesta, en la que se come y bebe. Hoy en día, en la mañana del 13 de diciembre, las niñas se visten de "Lucia" (llevando un vestido blanco largo y una corona de siete velas en la cabeza) y los niños de "stjärngossar" ("chicos con estrellas", debido al sombrero puntiagudo decorado con estrellas que usan). Las familias hornean pastelitos llamados "Lussebulle" (bollos de Lucía), generalmente con forma de ojos (ocho) y se los comen después de cantar canciones tradicionales. Se presentan los pastelitos también a los maestros de escuela, jueces y políticos de la región para desearles suerte y que sean justos en sus labores. Una chica en particular es elegida como "Reina de Lucía de Suecia" (Sveriges Lucia) y se la corona el 13 de diciembre en Skansen.

#### España
En localidad de Baza en Granada se celebra para rendir homenaje a Santa Lucía el encendido de hogueras en los diferentes barrios de la población durante la noche del 12 al 13 de diciembre.
En la localidad de Hacinas, en Burgos, se celebra el tercer domingo de septiembre una romería popular en los alrededores de la ermita de Santa Lucía; se celebra en septiembre para que haya más afluencia de gente.

### En América
ArgentinaLa Fiesta Nacional de Santa Lucía se celebra en Santa Lucía, ciudad del departamento homónimo, en la provincia de San Juan.
Fiesta nacional en homenaje a Santa Lucía Provincia de Corrientes ciudad de Santa Lucía.
ColombiaEl santuario de Santa Lucía se encuentra en Ambalema Tolima y en él todos los 13 de diciembre se reúne una gran cantidad de peregrinos de todas partes del mundo que llegan a pagar sus promesas. La celebración se inicia desde el día anterior con la tradicional balsada, y juegos pirotécnicos. Santa Lucía departamento del Atlántico celebra su fiesta religiosa y patronal con novenas de oración y procesión, la peregrinación con mandas de fe por la sanidad dejando siempre un presente con dos ojos de oro, ferias de toros, cabalgatas en vísperas de la santa, juegos pirotécnico. El 13 en la madrugada, reciben el amanecer con velitas en las puertas de las casas al igual que el pasado 7 de diciembre, siendo el único municipio en repetir día de velitas y por la noche se realizan conciertos en honor a la patrona.
Santa Lucía, también es la patrona y es celebrada cada 13 de diciembre, en el Corregimiento El Mamón, Municipio de Corozal, Departamento de Sucre. Llegando cientos de feligreses para celebrar su fiesta religiosa y patronal, con misas, procesión, realización de novenas. Bautizos, cabalgatas, carreras a caballos, juegos pirotécnicos, la quema tradicional de castillos, los tradicionales fandangos con bandas de viento, celebración de corralejas en su honor. Muchas niñas del pueblo y visitantes se visten como Santa Lucía para pagar sus mandas, es tradición la visita de peregrinos durante todo el año para pagar sus mandas por los favores recibidos.

Santa Lucía también es patrona del corregimiento de Martínez municipio de Cereté Córdoba, venerada desde antes de mediados del siglo XX, su fiesta se celebra el 13 de diciembre, la comunidad se prepara para vivir esta fecha con novenas y todo tipo de devoción hacia la Santa patrona, el día de la fiesta se celebran misas, bautismos, y una multitudinaria procesión que recorre la mayoría de los barrios del corregimiento, muchos de los asistentes pagan mandas por milagros realizados por la intercesión de esta Santa, la forma de pagar las mandas es regalar velas a los asistentes caminar a pie descalzo o de espalda hasta de vestirse con los colores de la sagrada imagen, Santa Lucía es muy venerada y querida por los habitantes de Martínez y sus alrededores.

El Salvador
En Zacatecoluca se celebran las fiestas patronales en honor a ella. Inician el 1 de diciembre y finalizan el 1 de enero del siguiente año, e incluyen diversas actividades en su honor, como quemas de pólvora.
En Santa Ana se celebra del 4 al 13 de diciembre en ella se celebra el primer establecimiento indígena en la región siendo conquistado por los españoles y dando como patronazgo a Santa Lucía por el nombre del pueblo Chacalzingo y los ríos que este tenía la celebración continua con torito Pinto y castillos de fuegos artificiales bautizando la fiesta como los Fuegos de Santa Lucía.
GuatemalaEl municipio de Santa Lucía Cotzumalguapa en el departamento de Escuintla se celebra desde el día 10 de diciembre con el recorrido procesional que finaliza el día 13 con la fiesta patronal. En la parroquia de dicho municipio se encuentra una Reliquia de Primer Grado en el altar mayor.
La fiesta patronal del municipio de Santa Lucía Utatlán departamento de Sololá en Guatemala se celebra en el mes de diciembre desde el 11 al 15 y el día principal es el 13, fecha en que la población católica conmemora a santa Lucía de Siracusa, virgen y mártir.
República DominicanaEn Las Matas de Farfán se celebran las fiestas patronales en su honor. Se inician el 1 de diciembre y finalizan el 13 de diciembre.
VenezuelaEn Maracaibo, estado Zulia, se celebran las fiestas de santa Lucía en su honor. Se inician con su tradicional bajada a finales del mes de noviembre, acompañadas de cantos y de los acordes de gaitas zulianas. En Magdaleno, sector Santa Lucía del estado Aragua se celebran las fiestas en honor a la santa, que inician el 4 de diciembre hasta el 13 del mismo mes. Al igual en Yaritagua Estado Yaracuy se celebra el 13 de diciembre en honor a Santa Lucía patrona de Yaritagua.

## Día de conmemoración
Desde tiempos inmemorables se ha tenido a Santa Lucía como patrona de los ciegos y abogada de problemas de la vista. Sus devotos como agradecimiento de curaciones le ofrecen como exvoto ojos de oro o plata. Las Iglesias católica, ortodoxa y luteranas escandinavas celebran su fiesta el día 13 de diciembre.
Durante la Edad Media, debido al retraso acumulado por el calendario juliano, la festividad de Lucía coincidía con el solsticio de invierno y, por tanto, el día más corto del año. El nombre de la santa, que significa «luz», «la que lleva luz» o «la que porta luz» y la fecha en que se conmemoraba su martirio, explicarían el origen de esa leyenda posterior sobre sus ojos.

## Iconografía

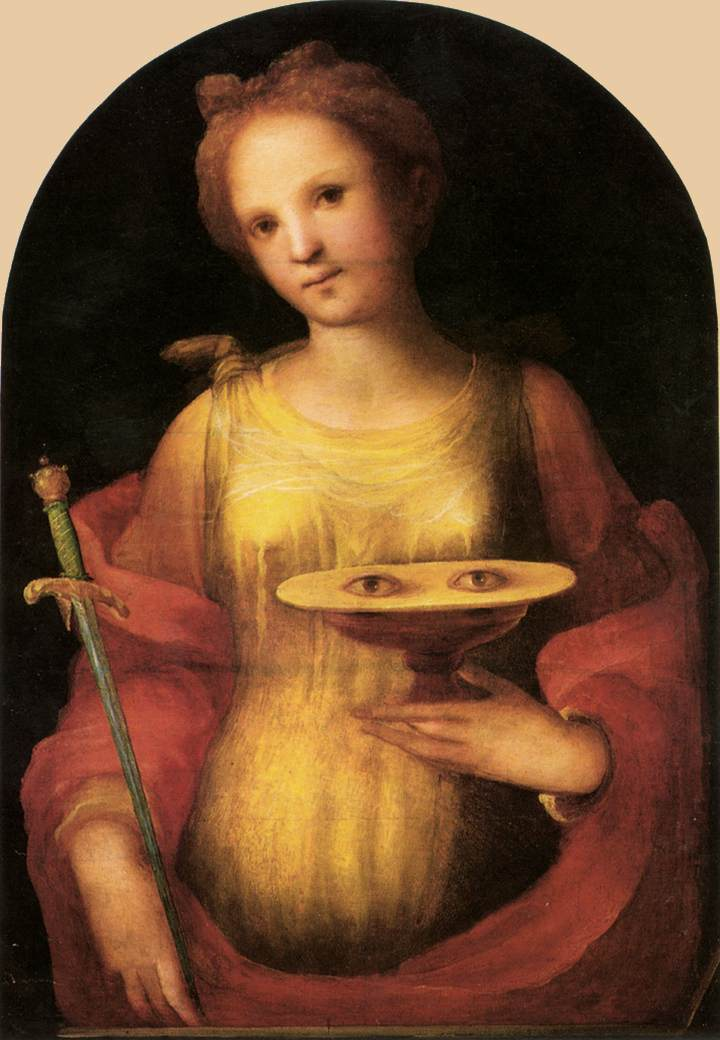
Lucía de Siracusa

Se le representa normalmente con una espada que le atraviesa el cuello, una palma, un libro, una lámpara de aceite y casi siempre con dos ojos en un plato.

## Veneración de sus restos
Según la leyenda, el general bizantino Jorge Mariace transfiere el cuerpo de Santa Lucía de Siracusa a Constantinopla (1039), para alejarla del período de invasión de la ciudad de Siracusa por parte de los sarracenos. Durante la Cuarta Cruzada (1204), el duque de Venecia, Enrico Dandolo, encuentra en Constantinopla los restos de la Santa, los lleva a Venecia al monasterio de San Jorge, y en el 1280, los hace transferir a la iglesia dedicada a ella en Venecia.
Hay quien dice que Santa Lucía salvó muchas veces a Siracusa en momentos dramáticos como situaciones de hambre, terremotos y guerras, y que ha intervenido también en otras ciudades como Brescia que, gracias a su intercesión, fue liberada de una gran miseria. En 1955, por expreso deseo del Patriarca Cardenal Roncalli (futuro Juan XXIII), el rostro de la santa fue cubierto con una máscara de plata. 
El sarcófago de cristal expuesto bajo el altar, se encuentra en la iglesia de los Santos Geremias y Lucía. En muchos mapas y planos de Venecia, la iglesia figura solo con el nombre de San Geremia, en la plaza del mismo nombre. Los restos de la santa fueron trasladados a esta iglesia en 1861, cuando la dedicada a ella fue demolida para construir la estación de tren, que lleva por ello su mismo nombre y su velación fue en San Vicente de Paul de Faseras.